# يانا مارينوفا
يانا مارينوفا (بالبلغارية: Яна Маринова)‏ هي ممثلة بلغارية، ولدت في 17 أغسطس 1978 في صوفيا في بلغاريا.

## وصلات خارجية
- يانا مارينوفا على موقع IMDb (الإنجليزية)
- يانا مارينوفا على موقع قاعدة بيانات الفيلم (الإنجليزية)